# 山矾

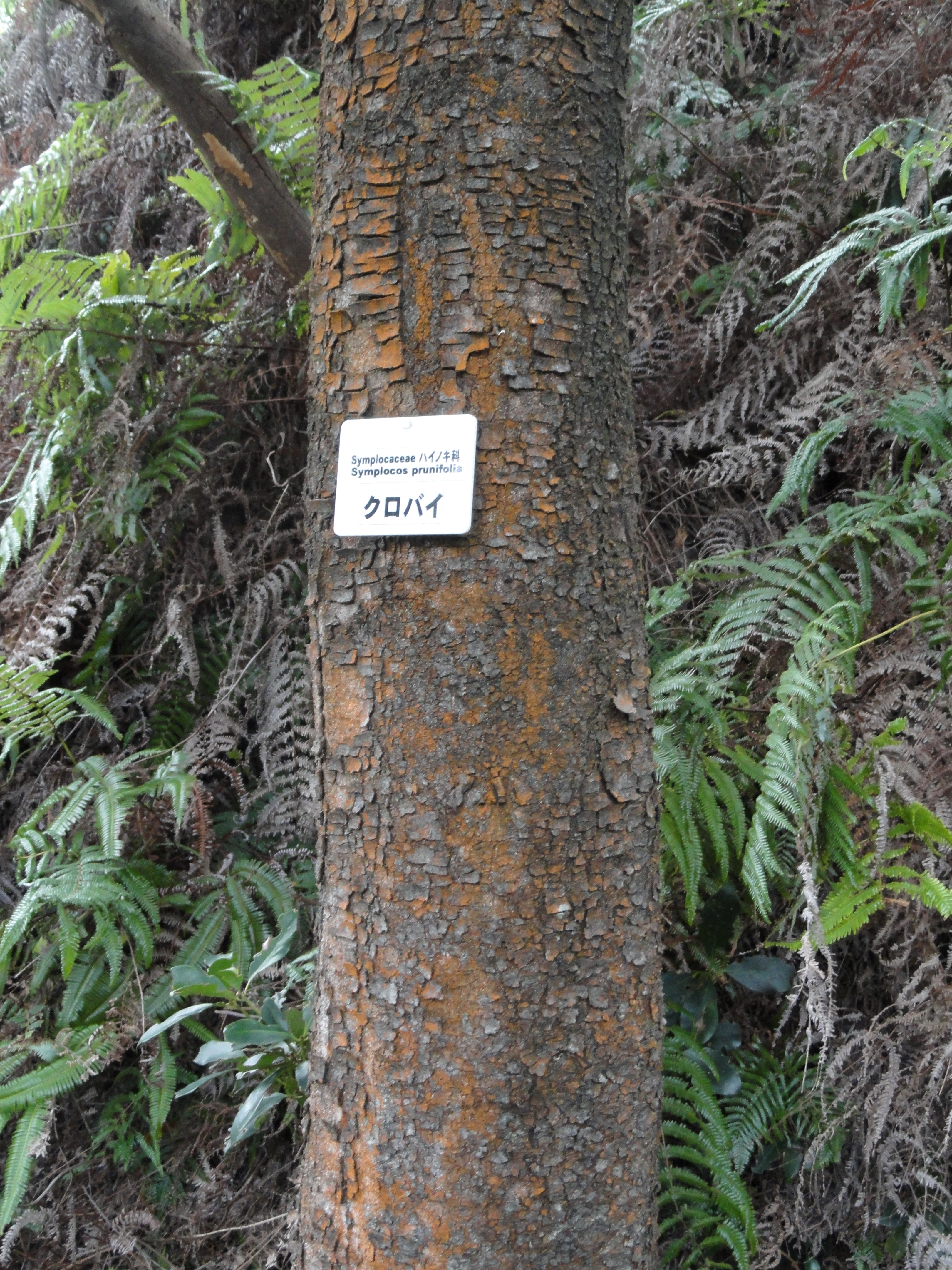
山矾的圖像

山矾（学名：Symplocos sumuntia），为山矾科山矾属下的一个种。

## 扩展阅读
維基物種上的相關：山矾